# Bryghuset Braunstein
Bryghuset Braunstein er et mikrobryggeri og distilleri på Køge havn grundlagt i 2005 af familien Braunstein Poulsen.
I 2006 kom et mikrodestilleri til, hvor der produceres både snaps og whisky.
I efteråret 2020 åbnede man Pakhuset, med taproom og spisested.

## Produkter

### Øl
Bryghuset brygger tre faste øltyper:
- Pilsner. En Traditionel pilsnertype.
- Amber Lager. En undergæret[2] Märzen lagerøl
- Dark Lager. En münchener dunkel[3] med amerikansk humle

Herudover brygges specialbryg til forskellige årstider:
- Harvest Red (efterår/høsttid)
- Noble Helles (sommer)
- Spring Bock
- Crystal Wheat (sommerhalvåret)
- Weizen Bock (vinterhalvåret)
- Winter Bock (vinter)

Bryghuset brygger desuden også den klassiske Stjerne Pils fra det nu for længst nedlagte Bryggeriet Stjernen; øllet er ikke i almindelig handel, men produceres udelukkende til frokostrestauranten på Arbejdermuseet i København.

### Whisky
Braunsteins whisky bliver typisk produceret i to batches om året, som bliver udgivet under navnet som 1 og 2, og så året, så f.eks. 20:1 er batch 1 fra 2020. De allerførste flasker blev udgivet som e:1, e:2 osv. Deres første flaske, e:1, var den første single cask, cask strength whisky produceret i Danmark. Den kom til salg i 2010 og der blev produceret 300 flasker.

## Hæder
Braunsteins whisky vandt i 2013 den prestigefyldte konkurrence 'International Wine and Spirit Competition' (IWSC).
Samme år vandt destilleriet prisen for bedste Dansk whisky ved Danish Whisky Award.